# Ourajoux
L'Ourajoux est un ruisseau français, affluent du Céou et sous-affluent de la Dordogne, qui coule dans le département du Lot.

## Géographie
L'Ourajoux prend sa source dans le Lot, sur la commune de Peyrilles, quatre kilomètres à l'ouest-sud-ouest du bourg.
Il s'écoule d'abord vers le sud-ouest, contourne Thédirac par le sud, et remonte ensuite vers le nord.
Il rejoint le Céou en rive gauche, quatre kilomètres au nord-est de Salviac.

## Hydrologie
La station hydrologique de Salviac, a enregistré un débit maximal journalier de 17,5 m3/s le 10 janvier 1996.

## Affluents
- Ruisseau de la Ville (4,7 km), rive droite
- Ruisseau de Luziers (6,3 km), rive gauche, qui baigne Salviac
- Ruisseau de Palazat (8,4 km), rive droite, qui arrose Dégagnac

## À voir
- L'église Notre-Dame de la Compassion du Dégagnazès à Peyrilles